# Amerikaanse blauwe reiger
De Amerikaanse blauwe reiger of grote blauwe reiger (Ardea herodias) is een vogel uit de familie van de reigers (Ardeidae). De wetenschappelijke naam van de soort werd in 1758 gepubliceerd door Carl Linnaeus in de tiende editie van Systema naturae.

## Kenmerken
Deze vogel is met een gemiddelde hoogte van 102 tot 127 cm de grootste reigersoort van Noord-Amerika. De soort komt qua uiterlijk wel wat overeen met de blauwe reiger van Europa. Het verenkleed is meestal blauwgrijs, maar in het zuiden van Florida en op Cuba zijn ze wit (de witte Amerikaanse reiger).

## Leefwijze
Amerikaanse blauwe reigers foerageren vooral in het water. Ze lopen langzaam of staan geduldig te wachten tot ze een prooi kunnen pakken. Soms jagen ze actiever door te springen en met de vleugels te klapperen. Hun menu bestaat onder meer uit visjes, kikkers, amfibieën, slangen en kreeftjes.

## Voortplanting
Broedende volwassen vogels hebben pluimen op hun rug die ze tijdens de balts opzetten. Ze nestelen in kolonies hoog in bomen.

## Verspreiding en leefgebied
De soort komt voor in Noord- en Centraal-Amerika, de Caraïben en op de Galapagoseilanden nabij rivieren, moerassen, moddervlaktes. Er worden vijf ondersoorten onderscheiden:
- Ardea herodias herodias: van zuidelijk Canada door centraal Amerika naar South Carolina.
- Ardea herodias fannini: noordwestelijk Noord-Amerika.
- Ardea herodias occidentalis: van de zuidoostelijke Verenigde Staten tot West-Indië.
- Ardea herodias cognata: Galapagoseilanden.
- Ardea herodias wardi: van westelijk Verenigde Staten tot noordelijk Florida en westelijk en noordoostelijk Mexico.

## Status
De grootte van de populatie is in 2019 geschat op 0,5-5,0 miljoen volwassen vogels. Op de Rode lijst van de IUCN heeft deze soort de status niet bedreigd.

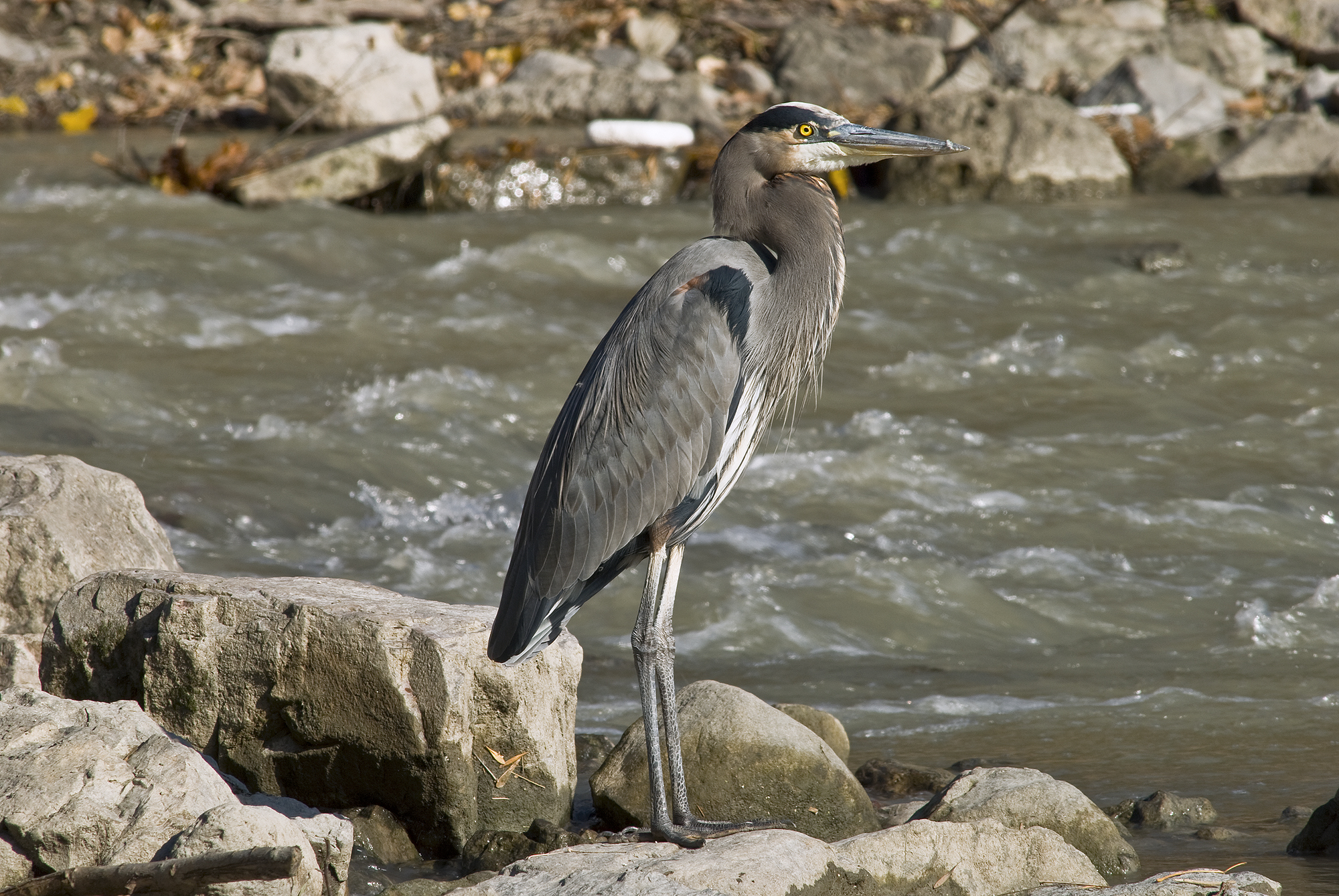